# 杨春增
杨春增（1929年—1952年8月5日），河北沙河县八里庄村人，中国人民志愿军一级战斗英雄。
1945年参加中国人民解放军，1947年加入中国共产党。参加过淮海战役和向西南大进军战役。1951年参加中国人民志愿军，赴朝作战，任第十二军三十五师一〇四团四连三排副排长。杨春增先后参加了第五次战役、1951年阵地防御作战和1952年巩固阵地作战。
1952年8月5日在朝鲜江原道金城座首洞战斗中，他率领一个班坚守541号阵地，从拂晓激战至下午，连续打退敌人多次进攻，歼敌百余名，最后只剩他和一名卫生员时，敌人又蜂拥前来，他拿起手雷冲向敌群，炸死敌人30多名后阵亡。
1952年11月，中国人民志愿军领导机关为他追记特等功，并追授“一级战斗英雄”称号，所在部队党委追认他为“模范共产党员”。1953年6月，朝鲜民主主义人民共和国最高人民会议常任委员会追授他“朝鲜民主主义人民共和国英雄”称号及一级国旗勋章、金星奖章。